# Església parroquial de Sant Francesc de Paula (Bolbait)
L'església parroquial de Sant Francesc de Paula és un temple catòlic situat a la plaça de l'Església, 2 al municipi de Bolbait. És un Bé de Rellevància Local amb identificador nombre 46.22.073-001.

## Història
L'església de Sant Francesc de Paula va ser construïda a principis del segle xvi, cap a 1521 en estil renaixentista però al segle xviii, més concretament en 1780, es va reconstruir seguint l'estil de l'època, neoclàssic.

## Descripció
Manca de cúpula i, per tant, de creuer. Consta d'una nau amb capelles entre els contraforts, coberta amb volta de mig canó de cinc trams i testera en forma de nínxol. A banda i banda se situen la sagristia i la Capella de la Comunió.
L'aparell de l'església és maçoneria i cantoneres de carreu, amb arrebossat d'estuc en el llenç de la façana. En aquesta s'obre l'única portada, amb llindar i amb decoració barroca en la cornisa, que acaba en una fornícula amb la imatge del Sant titular i patró del poble, Sant Francesc de Paula. La façana de l'edifici presenta un notable desnivell amb el sòl de la plaça, fent angle amb la de l'ajuntament, a la qual està unida per mitjà de la casa abadia.
En el seu interior, les set cúpules laterals es cobreixen amb voltes, i acullen en cadascuna d'elles imatges religioses com la del Santíssim Crist de l'Empar. El nínxol del presbiteri està decorat amb frescs de Salvador Pallás, natural del veí poble de Xella, que representen escenes de la vida de Sant Francesc de Paula. Aquestes pintures van ser restaurades en 1976 per Enrique i Bartolomé Casoval.